# バッラフランカ
バッラフランカ（イタリア語: Barrafranca）は、イタリア共和国シチリア州エンナ県にある、人口約1万3000人の基礎自治体（コムーネ）。

## 地理

### 位置・広がり

#### 隣接コムーネ
隣接するコムーネは以下の通り。括弧内のCLはカルタニッセッタ県所属を示す。
- マッツァリーノ (CL)
- ピアッツァ・アルメリーナ
- ピエトラペルツィーア
- リエージ (CL)